# Castorland
Castorland est un village situé dans le comté de Lewis, dans l'État de New York, aux États-Unis,. En 2010, il comptait une population de 351 habitants.

## Démographie
Lors du recensement de 2010, le village comptait une population de 351 habitants. Elle est estimée, en 2016, à 343 habitants.